# Ondina neocrystallina
Ondina neocrystallina is een slakkensoort uit de familie van de Pyramidellidae. De wetenschappelijke naam van de soort is voor het eerst geldig gepubliceerd in 1991 door Gaglini.